# Kvarntjärnen (Sorsele socken, Lappland, 724200-159720)
Kvarntjärnen är en sjö i Sorsele kommun i Lappland och ingår i Umeälvens huvudavrinningsområde.